# Muslim Public Affairs Council
Der Muslim Public Affairs Council (MPAC; Muslimischer Rat für öffentliche Angelegenheiten) ist eine US-amerikanische muslimische Organisation mit Hauptsitz in Los Angeles, Kalifornien, und Sitz in Washington, D.C. Die Organisation wurde 1986 gegründet und besteht seit 1988 unter ihrem heutigen Namen.
Der Muslim Public Affairs Council (MPAC) wurde 1986 als Political Action Committee of the Islamic Center of Southern California (Politisches Aktionskomitee des Islamischen Zentrums von Südkalifornien) gegründet. Sein Präsident ist Salam Al-Marayati.
In seiner Geschichte hat es die Todesfatwa gegen Salman Rushdie und die Angriffe auf das World Trade Center und das Pentagon verurteilt, Osama bin Laden verurteilt die Taliban angeprangert. Maher Hathout (1936–2015) aus Ägypten zählte zu den führenden Persönlichkeiten der Bewegung. Haris Tarin aus Afghanistan ist der ehemalige Leiter des Washingtoner Büros. Salam Al-Marayati, Haris Tarin und Maher Hathout zählen zu den späteren Unterzeichnern der Common Word Initiative
Mit dem Muslim Public Affairs Council Media Award wurde unter anderem Karen Armstrong ausgezeichnet.